# Danville (Arkansas)
Danville es una ciudad en el Condado de Yell, Arkansas, Estados Unidos. Para el censo de 2000 la población era de 2.392 habitantes. Junto con Dardanelle, es una de las dos sedes del Condado de Yell. La ciudad es parte del área micropolitana de Russellville.

## Geografía
Danville se localiza a 35°3′13″N 93°23′30″O / 35.05361, -93.39167. Según la Oficina del Censo de los Estados Unidos, la ciudad tiene un área de 11,2 km², de los cuales 11 km² corresponde a tierra y 0,2 km² a agua (1,40%).

## Demografía
Para el censo de 2000, había 2.392 personas, 716 hogares y 499 familias en la ciudad. La densidad de población era 213,6 hab/km². Había 792 viviendas para una densidad promedio de 72,3 por kilómetro cuadrado. De la población 65,22% eran blancos, 1,84% afroamericanos, 0,59% amerindios, 1,30% asiáticos, 29,35% de otras razas y 1,71% de dos o más razas. 43,48% de la población eran hispanos o latinos de cualquier raza.
Se contaron 716 hogares, de los cuales 35,9% tenían niños menores de 18 años, 50,1% eran parejas casadas viviendo juntos, 12,4% tenían una mujer como cabeza del hogar sin marido presente y 30,3% eran hogares no familiares. 23,6% de los hogares eran un solo miembro y 13,7% tenían alguien mayor de 65 años viviendo solo. La cantidad de miembros promedio por hogar era de 3,01 y el tamaño promedio de familia era de 3,44.
En la ciudad la población está distribuida en 26,3% menores de 18 años, 13,8% entre 18 y 24, 29,4% entre 25 y 44, 15,9% entre 45 y 64 y 14,6% tenían 65 o más años. La edad media fue 30 años. Por cada 100 mujeres había 109,1 varones. Por cada 100 mujeres mayores de 18 años había 106,2 varones.
El ingreso medio para un hogar en la ciudad fue de $26,506 y el ingreso medio para una familia $29.185. Los hombres tuvieron un ingreso promedio de $17.122 contra $16.604 de las mujeres. El ingreso per cápita de la ciudad fue de $12.533. Cerca de 17,5% de las familias y 21,2% de la población estaban por debajo de la línea de pobreza, 26,9% de los cuales eran menores de 18 años y 9,5% mayores de 65.